# Serchio
Il Serchio è uno dei principali fiumi della Toscana, il terzo della regione per lunghezza (111 km) dopo l'Arno e l'Ombrone, e il secondo per portata media alla foce (46,1 m³/s).
Ove si considerino però la regolarità di regime e le portate minime estive, il Serchio, con i suoi 11 m³/s (dei quali quasi metà dovuti al fiume Lima), è il maggiore della regione.

## Il corso del fiume
Il ramo principale del Serchio scende dalle pendici del monte Sillano (m. 1.864) e si riunisce al ramo denominato "Serchio di Gramolazzo" presso il comune di Piazza al Serchio.
Percorre la Garfagnana da nord a sud, da Sillano fino a Gallicano, per poi continuare nella Media Valle, costeggiando il territorio dei comuni di Barga, Coreglia Antelminelli e Bagni di Lucca ed attraversando quello di Borgo a Mozzano. Più volte sbarrato artificialmente, in questo tratto riceve da destra l'Edron, il Turrite Secca, il Turrite di Gallicano, il Turrite Cava, il Pedogna e la Celetra; da sinistra la Covezza, il fiume di Castiglione, il Sillico, il Ceserano, la Corsonna, la Loppora, l'Ania, il Segone, il Fegana e la Lima, il suo principale affluente che nasce dal Passo dell'Abetone raccogliendo le acque dell'Appennino Pistoiese nord-occidentale con un volume medio di oltre 20 metri cubi al secondo.

La foce del Serchio a Marina di Vecchiano

Giunto nella piana di Lucca - dopo aver attraversato o lambito le zone del morianese e del capannorese - dove raccoglie anche le acque del torrente Freddana, volge a ovest dove, attraverso la stretta di Ripafratta, entra in provincia di Pisa, scorrendo nei comuni di San Giuliano Terme e Vecchiano; sulla sponda sinistra, a dieci chilometri dalla foce, lambisce il paese di Pontasserchio, l'unico insieme a Piazza al Serchio a prendere il nome dal fiume, sovrastato dall'omonimo ponte a tre arcate che lo collega con Vecchiano. Poco prima di Pontasserchio, in località Rigoli, dalla sponda sinistra riceve le acque del torrente-canale Ozzeri. Il Serchio termina il suo corso gettandosi nelle acque liguri-tirreniche nella zona del Parco di San Rossore, pochi chilometri a nord di Pisa, fra la sponda destra di Marina di Vecchiano e la sponda sinistra sangiulianese.

## Gli affluenti dopo la confluenza dei due rami

### In riva destra
in comune di Camporgiano:
- Rio Cavo
- Torrente Edron

in comune di Castelnuovo di Garfagnana:
- Torrente Turrite Secca

in comune di Gallicano:
- Affluente senza nome
- Torrente Turrite di Gallicano
- Affluente senza nome
- Torrente Turrite Cava (fa da confine)

in comune di Borgo a Mozzano:
- Torrente Sarita
- Rio di Oneta
- Torrente Pedogna
- Torrente Celetra

in comune di Lucca:
- Affluente senza nome (da Domazzano)
- Affluente senza nome
- Torrente Freddana
- Fosso Freddanella
- Rio Freddanella
- Fosso la Cerchia
- Rio Contesora (in cui si immette il rio Certosa)

in comune di Vecchiano:
- Fosso delle Cavine (in cui si immette il Rio di Nozzano)
- Affluente senza nome

### In riva sinistra
in comune di San Romano in Garfagnana:
- Rio Covezza

in comune di Castiglione di Garfagnana:
- Torrente Esarulo

in comune di Pieve Fosciana:
- Torrente Corfino
- Torrente Sillico

in comune di Fosciandora:
- Torrente Ceserano

in comune di Barga:
- Torrente Corsonna
- Torrente Loppora
- Torrente Ania (fa da confine)

in comune di Coreglia Antelminelli:
- Torrente Segone
- Rio Dezza
- Torrente Surricchiana

in comune di Abetone Cutigliano:
- Torrente Lima
- Torrente Sestaione
- Rio Maggiore

in comune di San Marcello Piteglio:
- Torrente Lima
- Torrente Limestre
- Torrente Volata
- Torrente Verdiana
- Fosso Torbida
- Fosso Casano
- Botro di Piteglio

in comune di Bagni di Lucca:
- Torrente Fegana (scende dall'Orrido di Botri)
- Torrente Lima (fa da confine)

in comune di Borgo a Mozzano:
- Rio di Particelle
- Rio di Fulignano
- Torrente Socciglia

in comune di Lucca:
- Torrente Vinchiana
- Affluente senza nome (Emissario centrale ENEL di Ponte a Moriano)
- Rio Lama
- Rio Carraia
- Affluente senza nome

in comune di Capannori:
- Torrente Fraga

in comune di Lucca:
- Vecchio Ozzeri

in comune di San Giuliano Terme:
- Canale Ozzeri

## Isole fluviali
Sul Serchio si trovano alcune piccole isole che vengono sommerse in caso di piena. Queste isole oggi sono quasi tutte tra la località di Marlia e quella di Nave, nel tratto che scorre a nord della città di Lucca; le dimensioni di questi bassi isolotti vanno da poco meno di due ettari al migliaio di metri quadrati. Anticamente fu molto importante, in Garfagnana, l'isola posta presso il paese di Gallicano, dato che in quel tratto il fiume era confine tra la Repubblica di Lucca e il Granducato di Toscana (territorio di Barga). L'isola di Gallicano dette luogo a varie contese ed è rappresentata in varie mappe antiche. Oggi, però, quest'isola è divenuta una penisola, in quanto non più separata dalla riva sinistra del fiume.

## L'antico corso del fiume

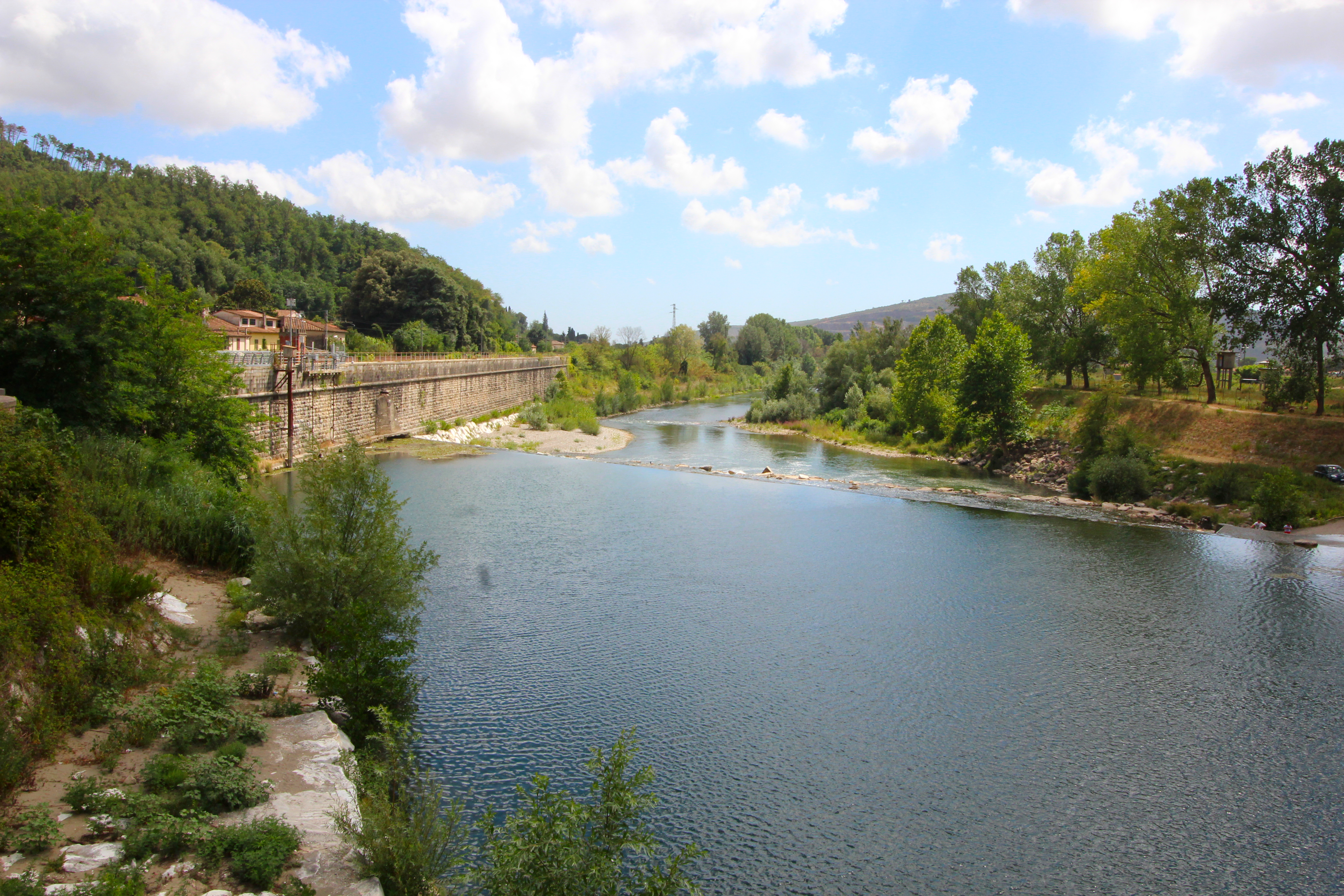
Il Serchio presso Ripafratta

Il fiume Serchio ha visto stravolgere il proprio corso innumerevoli volte durante i secoli.
In antichità si chiamava Auser e, prima di arrivare presso la città di Lucca, divergeva in due rami all'altezza di San Pietro a Vico.
Il primo ramo (il minore e dunque chiamato Auserculus, cioè "piccolo Auser") lambiva Lucca da nord, continuando la sua corsa presso Borgo Giannotti e fino alla zona di Montuolo, scorrendo lungo l'antico percorso dell'attuale strada statale 12 dell'Abetone e del Brennero.
Il secondo ramo (il maggiore, che quindi portava il nome originale di Auser) passava vicino alla periferia orientale della città lucchese, scorrendo poi nelle zone di Lammari, Lunata e Capannori. All'altezza della Pieve San Paolo questo ramo subiva un'ulteriore ramificazione: una parte seguitava il suo corso a est verso Bientina, l'altra, passando a sud di Lucca e scorrendo verso ovest, si ricongiungeva al primo ramo nei pressi di Montuolo; in tal modo Lucca sorgeva su una grande isola fluviale. Anticamente il Serchio confluiva nell'Arno a ovest di Pisa.
A seguito della caduta dell'Impero romano d'Occidente (476) e delle invasioni barbariche, cessarono i lavori di miglioramento e manutenzione dei canali del fiume, cosicché le acque tesero ad uscire con continuità dagli argini dei canali, sino a minacciare l'incolumità dei cittadini, tanto che si verificò un progressivo allontanamento della popolazione da quei luoghi.
I problemi delle piene vennero in seguito risolti dal vescovo di Lucca san Frediano, in carica dal 561 al 589. Egli, esperto di idraulica, eseguì dei lavori per deviare il corso principale del fiume e convogliare le acque nel primo ramo (Auserculus), che lambiva la città da nord. Da questo momento in poi, il nome del corso d'acqua sarà Serchio, derivato di Auserculus. Il fiume venne inoltre dirottato a Ripafratta ad ovest del Monte Pisano e fatto gettare direttamente in mare nei pressi di Pisa, invece che confluire in Arno.
Negli ultimi secoli il suo corso inferiore, a valle di Ripafratta in particolare, è stato progressivamente rettificato, eliminando le numerose anse che ne rallentavano le piene e rendendo più soggetti ad alluvioni i terreni circostanti (Filettole, Pontasserchio, Vecchiano, la grande ansa di Metato e Piaggia, Migliarino).
Le ultime acque residue vennero infine raccolte in un canale minore, detto "Ozzeri"; a mano a mano che le acque si ritiravano dal ramo a est, le terre tornarono ad essere fertili e rinacquero gli antichi villaggi abbandonati a causa dell'impaludamento durante il periodo delle piene, sia nella pianura di Lucca che in quella di Pisa.
Almeno fino agli anni '50 del XX secolo, per la sua ampia portata, il fiume nel suo basso corso aveva scali e approdi con traghetti tra le rive (chiamati popolarmente "navi", "barche").
Dalla sua foce, risalendo il corso fluviale, si incontravano i seguenti scali e "barche":
- scalo de "Il Marmo", poco prima dell'ultima ansa prima della foce;
- barca e scalo di "Albavola" per traghettare sulla via Pietrasantina a Migliarino;
- scalo de "Il Palone" a Nodica;
- scalo de "Il Lamo" ad Arena;
- scalo di "Fondarena" o di "S. Frediano" a Vecchiano;
- barca della Steccaia di Ripafratta
- nave nella località omonima presso Ponte S. Pietro (Lucca), poi sostituita dal ponte omonimo
- scalo di Diecimo
- scalo e barca di Borgo a Mozzano
- scalo del Ponte della Maddalena
- scalo di Chifenti
- scalo di Anchiano
- scalo di Pian della Rocca
- scalo e barca all'Ania a Colle Arginaia per il Pian di Coreglia
- barca sotto Castelvecchio tra il Rio di Castelvecchio e il Consonna
- barca di Piano di Mologno
- porto e barca di Gallicano
- gittatoio di Riana
- scalo del Piano di San Romano

## Alluvioni
Il fiume Serchio, per la sua posizione e per la conformazione del territorio in cui scorre, è storicamente esposto a repentine piene in seguito ad abbondanti precipitazioni.
Il massimo storico assoluto del fiume risale al 2 ottobre 1836, quando venne raggiunto un picco di portata pari a 3.200 m³/s, mentre la più rovinosa in assoluto fra le piene fu quella del 16 novembre 1812, che riuscì anche ad allagare la città di Lucca. Altre piene notevoli nel XX secolo furono quella del 17 novembre 1940, che causò pesanti danni nell'Oltreserchio e quella del 19 novembre 1952 quando, per preservare Pisa, fu aperta una breccia nell'argine dalla parte di Nodica, inondando i relativi territori. Infine quella del 9 novembre 1982 raggiunse a Lucca i 2.200 m³/s.
Nell'ultima decade di dicembre del 2009 il Serchio ha visto aumentare a dismisura la propria portata d'acqua (2.100 m³/s), sia a causa delle nevi disciolte da un generale innalzamento delle temperature, sia a causa di un periodo ininterrotto di pioggia. La notte del 25 dicembre l'eccessivo flusso idrico ha provocato il cedimento di un tratto di argine sia nella frazione di Santa Maria a Colle (comune di Lucca) che tra le frazioni di Nodica e Migliarino (comune di Vecchiano), causando una grave alluvione nei territori circostanti, dove campi e interi abitati sono stati allagati da acqua mista a fango, alta fino a 2 metri. Il vicino tratto dell'autostrada A12, all'altezza dell'uscita Pisa Nord e dello svincolo con l'autostrada A11, è stato chiuso, in quanto sormontato dall'ondata di piena e per pericolo di smottamenti, fino al 5 gennaio 2010. Si è resa necessaria anche la limitazione del traffico veicolare lungo la Strada Statale Aurelia tra le località di Madonna dell'Acqua e Viareggio. Le acque hanno anche raggiunto il vicino lago di Massaciuccoli, ingrossandolo notevolmente oltre il livello di guardia.
L'11 novembre 2012, dopo le incessanti piogge in tutta la Toscana, alle 8:00 il fiume Serchio ha registrato a Borgo a Mozzano una portata di 600 m³/s, mentre alla diga di Trombacco la portata era superiore ai 45 m³/s. L'ondata di maltempo ha anche causato allagamenti e smottamenti in tutta la periferia lucchese, isolando anche parte dell'abitato di Piazza al Serchio. Per precauzione sono state chiuse alcune strade che costeggiano o attraversano il fiume, come la statale del Brennero e, sull'altra sponda, la provinciale Ludovica presso Borgo a Mozzano, all'altezza del Ponte del Diavolo. La piena raggiunse il suo massimo alle 16:00 presso Avane e Filettole, registrando un'altezza di 9,65 m e una portata di 1688 m³/s, non molto inferiore a quella dell'alluvione del 2009. Il fiume è anche uscito dall'alveo alla Casina Rossa.

## Storia
Alla fine del III secolo a.C. il percorso del fiume fu seguito dalle truppe romane nello sforzo di accerchiare e debellare gli ostinati Apuani, che erano insediati sulle montagne circostanti.

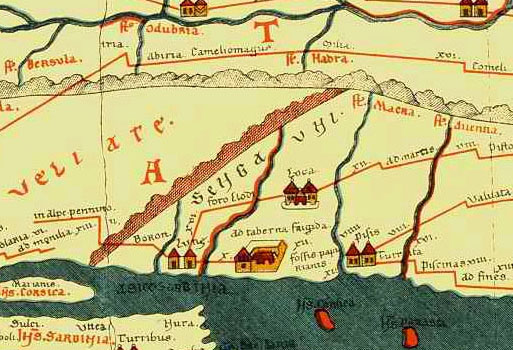
Tabula Peutingeriana: Pars IV - Segmentum IV; rappresentazione delle zone Apuane con indicate le colonie di Pisa, Lucca, Luni, il nome "Sengauni" e, proprio sotto, il Forum Clodii; il tratto Pisa-Luni non è ancora collegato

La vallata del Serchio assunse a quel tempo la definizione di Forum Clodii, oggi Garfagnana. La valle del Serchio divenne per un lungo periodo l'unica alternativa viaria per recarsi da Pisa a Luni al tempo in cui i Romani, impediti lungo mare dalle Fossae Papirianae e sulle colline dalla guerriglia dei bellicosi Apuani, dovettero interrompere il percorso della Via Aurelia, svoltando verso Lucca per poi dirigersi verso la Val del Serchio e quindi verso la Val d'Aulella.
Il detto toscano "È costato quanto il Serchio ai lucchesi" distilla in poche parole due millenni di sforzi per regimentare il fiume, nonché gli immensi danni e le innumerevoli perdite subite per i suoi continui capricci.
Dal 1939 sul Serchio e nel tratto di mare di fronte alla foce del fiume fu utilizzato in addestramento e perfezionato il "Siluro a Lenta Corsa" o "Maiale", arma adoperata dalla Regia Marina nella seconda guerra mondiale.
"... Al Serchio si era creata, in modo vero, profondo e sincero, quella banda di fratelli che costituiva un ideale dei giovani allievi dell'Accademia Navale ed essere uniti come consanguinei non era retorica, come non lo era il volere dare in ogni possibile modo tutto quello che si poteva ad un'Italia che amavamo sopra ogni cosa. La si creò quello "spirito del Serchio" che nessuno di noi ha mai potuto dimenticare...."
Ammiraglio Gino Birindelli (Tratto dal libro "Vita di Marinaio").

## Citazioni
- Dante Alighieri cita il fiume Serchio nella Divina Commedia, e più precisamente nel canto XXI dell'Inferno, nella quinta bolgia, dove gli imbroglioni, i concussori, i corrotti scontano le loro pene immersi nella pece bollente e torturati da diavoli muniti di affilati uncini. Tra i peccatori vi è anche un personaggio lucchese molto noto all'epoca, Martino Bottario, definito come "anziano di Santa Zita", in quanto magistrato di Lucca. Egli viene preso in giro con perfida ironia da alcuni diavoli che lo scherniscono dicendo "qui non ha luogo il Santo Volto", cioè i diavoli indicano che è inutile pregare il Volto Santo perché la dannazione che sta subendo è eterna. E subito insistono "qui si nuota altrimenti che nel Serchio", cioè ironizzano sul supplizio di nuotare nella nera pece bollente rispetto alle fresche acque del fiume Serchio che bagna Lucca.
- Ludovico Ariosto cita il Serchio nella "Satira IV".
- Gabriele D'Annunzio compose una poesia su Lucca pubblicata all'interno della sezione "Le città del silenzio" nella raccolta Elettra nel 1903. La poesia è strutturata come un dialogo con il fiume Serchio. Nella poesia, D'Annunzio descrive Lucca come la città "dall'arborato cerchio" (con riferimento alle Mura di Lucca) dove "dorme la donna del Guinigi" (con riferimento a Ilaria del Carretto).

(Gabriele D'Annunzio, Elettra)
- Giovanni Pascoli dedica una poesia al Serchio, nella raccolta Odi e inni.
- Il fiume di cui si parla nel libro La morte del fiume di Guglielmo Petroni è proprio il Serchio
- Giuseppe Ungaretti, nella celebre poesia "I fiumi", cita il fiume Serchio come uno dei fiumi della sua vita. Egli, nel prendere coscienza del suo passato che ha un tangibile riscontro geografico nei fiumi via via nominati nella poesia, vuole indicare le origini lucchesi dei genitori.

(Giuseppe Ungaretti, I fiumi)

## Strade lungo il fiume
La Strada statale 12 dell'Abetone e del Brennero lo costeggia già a valle di Lucca, salendo fino a Chifenti, frazione del Comune di Borgo a Mozzano sulla sponda sinistra, mentre sulla sponda destra c'è la strada provinciale Lodovica; da Chifenti a Castelvecchio Pascoli (Barga) è la volta della ex statale 445 della Garfagnana, oggi strada regionale toscana 445, poi attraverso il Ponte di Campia passa sulla sponda destra e quindi, fino alle origini, dalla strada per Capanne di Sillano e il passo della Pradarena.